# Cyanea elliptica
Cyanea elliptica är en klockväxtart som först beskrevs av Joseph Rock, och fick sitt nu gällande namn av Thomas G. Lammers. Cyanea elliptica ingår i släktet Cyanea, och familjen klockväxter. Inga underarter finns listade i Catalogue of Life.

## Bildgalleri

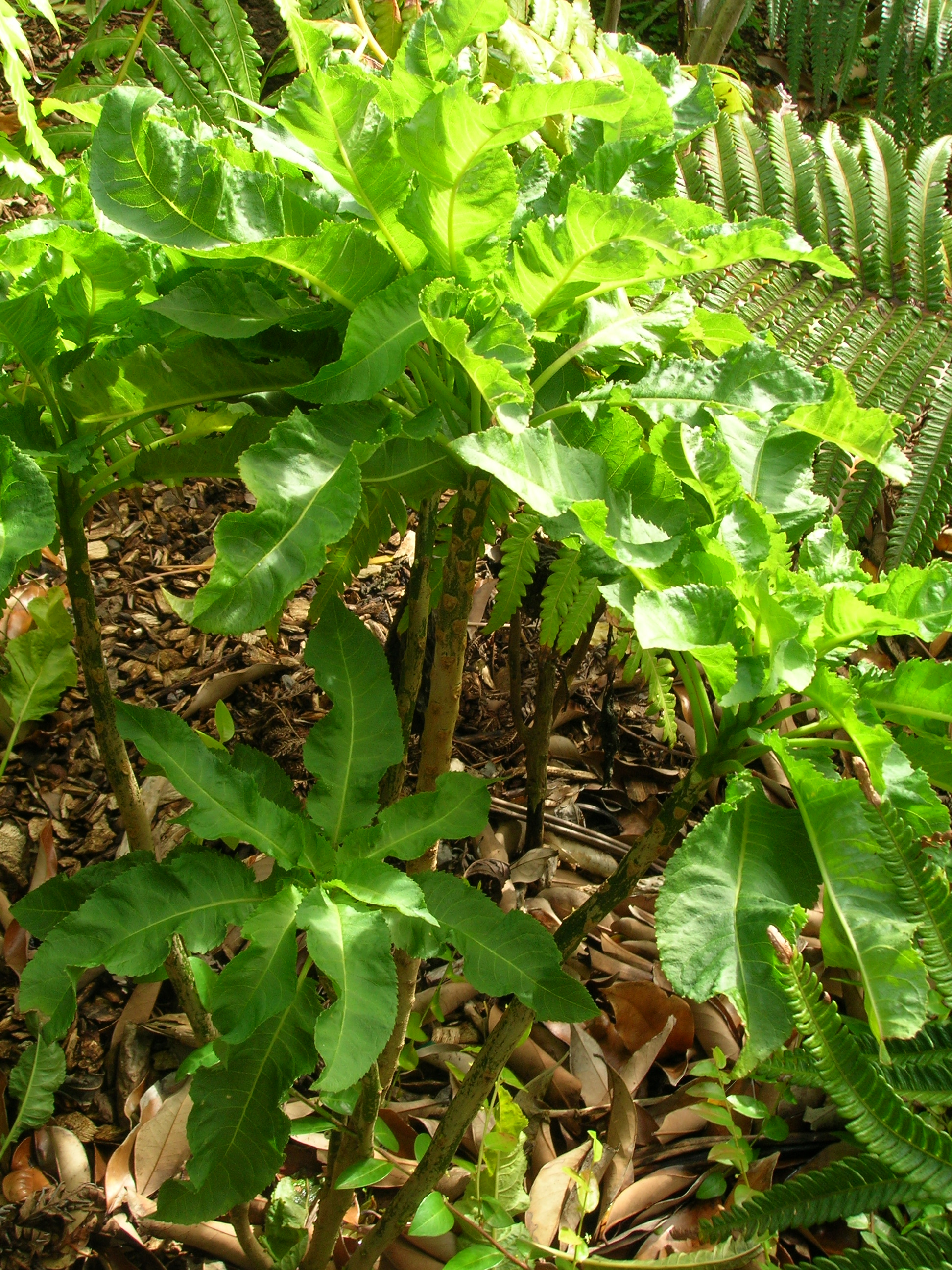
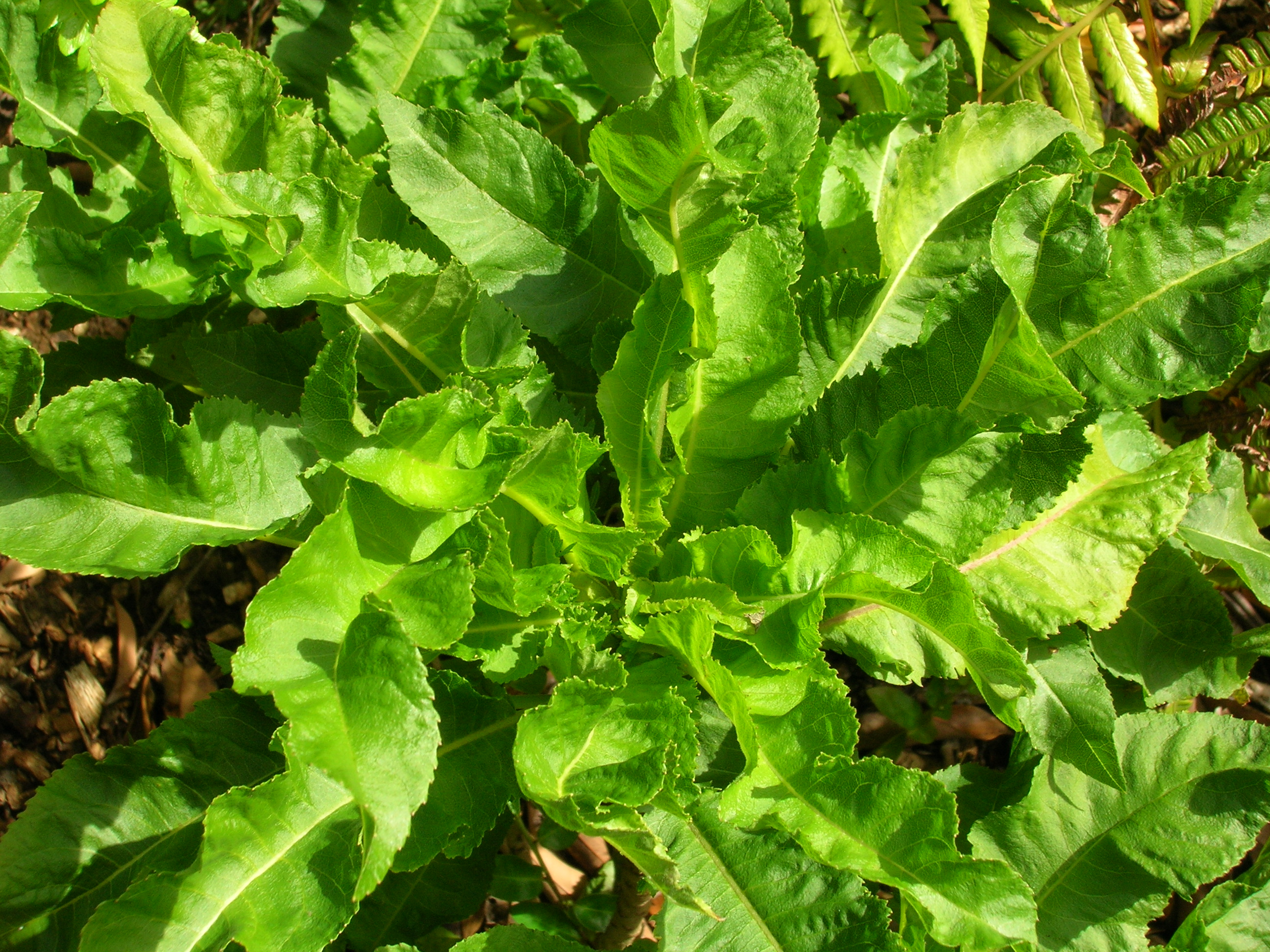